# Abrunheiro Cimeiro
Abrunheiro Cimeiro, ou Abrunheiro Simeiro na grafia da época, era, em 1747, uma pequena aldeia portuguesa da freguesia de Santa Margarida da Fundada, do lugar da Silveira, termo de Vila de Rei. No secular estava subordinada à Ouvidoria de Abrantes e à Comarca de Tomar, e no eclesiástico ao Bispado da Guarda, pertencendo à Província da Estremadura.